# Женевский центр по демократическому контролю над вооружёнными силами
Женевский центр по управлению сектором безопасности (DCAF) — организация, стремящаяся к созданию мира, в котором безопасность человека и государства обеспечивает демократически управляемый, ответственный и эффективный сектор безопасности. Штаб-квартира Центра DCAF находится в Швейцарии. Кредо Центра — надлежащее управление и реформа сектора безопасности (У/РСБ или SSG/R) являются решающим фактором мира и устойчивого развития.

## История
Центр DCAF был основан в 2000 году, как «Женевский центр демократического контроля над вооруженными силами» (Geneva Centre for the Democratic Control of Armed Forces) по инициативе правительства Швейцарии.
Учредительный мандат Центра DCAF заключался в предоставлении поддержки органам безопасности при их реформировании. Данные изменения были призваны помочь придать устойчивость хрупкому состоянию мира после балканских конфликтов 1990-х годов, а также во время демократических преобразований в Центральной и Восточной Европе. 
С тех пор концепция управления сектором безопасности и его реформирования приобрела более обширный характер. Сегодня она охватывает не только силы службы безопасности и их органы, но и парламентариев, организации гражданского общества и СМИ. Чтобы отразить данное изменение, в 2019 году Центр DCAF был переименован в «Женевский центр по управлению сектором безопасности (DCAF)». 

## Миссия
Миссия Центра DCAF заключается в оптимизации управления сектором безопасности во всем мире путем инклюзивных и партисипативных реформ. При этом во главе данных реформ стоят сами государства, а процессы реформирования основаны на международных нормах и надлежащих практических методиках.

Весь спектр деятельности Центра DCAF определяют четыре операционных принципа:  
- Подход, основанный на правах человека, в центре которого — гендерное равенство
- Демократический контроль и верховенство права
- Беспристрастность и обязательство, содействуя демократии, не принимать чью-либо сторону в политическом контексте
- Система взглядов, согласно которой ответственность за процессы трансформации несут реципиенты, а также признание того, что неизменным приоритетом Центра DCAF являются потребности его партнеров и пострадавших групп населения

## Деятельность
Центр DCAF имеет 20-летний опыт в области формирования стратегии, разработки программ, управления процессами и проведения соответствующего анализа. Таким образом, Центр способствует процессу координации и ориентированию в политике, связанной с реформированием сектора безопасности. Четыре основных направления деятельности Центра DCAF следующие:
- Предоставление юридических, методических и технических консультаций по вопросам формирования и имплементации законодательной базы, руководящих принципов и программ У/РСБ
- Развитие потенциала отдельных лиц и организаций, участвующих в У/РСБ
- Содействие соблюдению норм и применению стандартов и надлежащих практических методик в области У/РСБ
- Создание и распространение информационных продуктов и инструментов для практикующих специалистов в области У/РСБ

Тематические направления деятельности Центра DCAF: 
- Парламентский надзор
- Реформа полиции и правоохранительных органов
- Управление деятельностью разведслужб
- Реформа сектора обороны
- Организация охраны государственных границ
- Бизнес и безопасность
- Гендер и безопасность
- Надзор со стороны гражданского общества и СМИ
- Независимые надзорные учреждения
- Реформа системы правосудия

Центр DCAF поддерживает постоянное сотрудничество с многосторонними организациями, в частности с Организацией Объединенных Наций, НАТО, Африканским союзом, Организацией по безопасности и сотрудничеству в Европе (ОБСЕ) и Европейским союзом (ЕС). 
Центр DCAF предоставляет свободный доступ к широкому спектру ресурсов по основам надлежащего управления сектором безопасности и его реформирования. В частности, это доступ к следующим публикациям: 
- SSR Backgrounders: серия публикаций по ключевым темам управления сектором безопасности и его реформирования.
- SSR Papers: серия публикаций по оперативному анализу последних тенденций управления сектором безопасности. Над созданием, критическим обзором и редактированием данного материала работает множество экспертов в различных областях.
- DCAF Resources: собрание практических руководств для практикующих специалистов по реформированию сектора. В перечне источников — пособия, комплекты методических материалов и методические рекомендации на разных языках, в частности: 
  - Парламентский надзор за сектором безопасности: принципы, механизмы и практические аспекты (Parliamentary oversight of the security sector: Principles, mechanisms and practices)
  - Надзор за деятельностью разведслужб: комплект методических материалов (Overseeing Intelligence Services: A Toolkit)
  - Комплект методических материалов по гендерным вопросам и вопросам безопасности. Цель данных материалов — применение практических методик и соблюдение руководящих принципов, способствующих обеспечению гендерного равенства и интеграции гендерной концепции в секторе безопасности и системе правосудия
  - Справочник по правам человека и основным свободам персонала Вооруженных Сил (Handbook On Human Rights And Fundamental Freedoms Of Armed Forces Personnel)

Вектор деятельности Центра DCAF решительно зафиксирован в контексте повестки дня по вопросам, касающимся женщин, мира и безопасности, а также целей в области устойчивого развития до 2030 года (ЦУР или SDG), особенно ЦУР 16. Центр DCAF принимает участие в Инициативе Elsie (Elsie initiative). Цель данной инициативы — формирование и тестирование новаторских подходов к расширению участия женщин в миротворческих операциях ООН.  
Центр DCAF занимает 33-е место (из 67) в номинации «Ведущие аналитические центры по вопросам прозрачности и надлежащего управления» (Top Transparency and Good Governance Think Tanks) и 41-е (из 110) в номинации «Ведущие аналитические центры по вопросам обороны и национальной безопасности» (Top Defense and National Security Think Tanks) в ежегодном мировом рейтинге аналитических центров Global Go To Think Tank Index за 2019 год.

## Инфраструктура, персонал и бюджет
Центр DCAF — швейцарский фонд, управляемый Советом, состоящим из представителей 60 государств. Штаб-квартира Центра DCAF расположена в здании Maison de la Paix (Женева, Швейцария). У Центра также есть офисы в Аддис-Абебе, Бамако, Банжуле, Бейруте, Брюсселе, Киеве, Любляне, Ниамее, Рамалле, Скопье, Тегусигальпе, Триполи и Тунисе. 
В 2020 году численность персонала Центра DCAF составляла 203 человека, 60 % из которых — женщины, 40 различных национальностей. Бюджет Центра составлял 32 млн швейцарских франков. 
Центр DCAF получает базовое финансирование из Швейцарии, Швеции и Лихтенштейна. Проекты и программы Центра в существенной степени поддерживает значительное финансирование со стороны Германии, Европейского союза, Нидерландов, Великобритании, Норвегии, Канады, Фондов «Открытое Общество» (Open Society Foundations), Франции, Словакии, Австралии, США, Дании и ряда других доноров. Весь объем финансирования Центра DCAF относится к категории «Официальная помощь в целях развития». 

Центр DCAF является членом организации «Женевская платформа миростроительства» (Geneva Peacebuilding Platform, GPP). Данная организация является «центром знаний», объединяющим критически важную группу участников процесса миростроительства, ресурсов и высококвалифицированных специалистов в Женеве и во всем мире. 